# Perama carajensis
Perama carajensis är en måreväxtart som beskrevs av Joseph Harold Kirkbride. Perama carajensis ingår i släktet Perama och familjen måreväxter. Inga underarter finns listade i Catalogue of Life.